# Schmoren

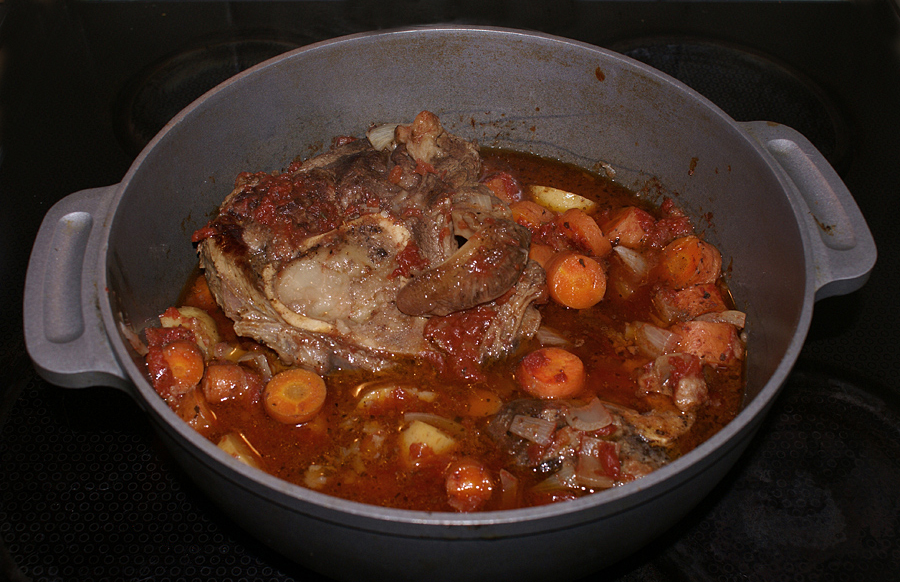
Ossobuco ist ein traditionelles italienisches Schmorgericht

Schmoren oder braisieren ist ein kombiniertes Garverfahren, bei dem das Gargut zunächst angebraten und anschließend in siedender Flüssigkeit weitergegart wird. 
Die beim Anbraten entstehenden Aromastoffe (Maillard-Reaktion) sind wesentlich für den Geschmack des Schmorgerichtes. Zum Schmoren können langfaserige und bindegewebsreiche Fleischstücke verwendet werden, die durch Braten allein zäh blieben. 
Schmorbraten ist ein im Ganzen geschmortes Fleischteil, insbesondere aus Rindfleisch, auch Saftbraten genannt. Außer Fleisch können auch beispielsweise Gemüse und Pilze geschmort werden.

## Vorgehensweise
Nachdem das Schmorgut von allen Seiten angebraten wurde, damit sich Röststoffe auf der Oberfläche bilden, wird es mit Flüssigkeit (zum Beispiel Wasser, Fond oder Wein) abgelöscht. Danach wird es mit weiteren Zutaten nach Belieben bei mäßiger Temperatur in einem geschlossenen Topf gegart.
Durch Schmoren gewinnt das Gargut an Geschmack. Fleisch wird aufgrund Umwandlung des Bindegewebes in Gelatine mürbe, denn durch Flüssigkeit und drucklosen Dampf bleibt die Kerntemperatur automatisch im geeigneten Bereich (siehe Braten). Der Schmorprozess kann über mehrere Stunden aufrechterhalten werden, besonders, wenn die Temperatur 80 bis 100 °C nicht übersteigt, die für den Umwandlungsprozess ausreicht. 
Das Mitschmoren von Röstgemüsen, Speck oder Pilzen dient der Geschmacksanreicherung sowohl des eigentlichen Schmorgutes, etwa des Fleisches, als auch der beim Schmoren anfallenden Flüssigkeit, die als Grundlage für eine aromatische Sauce dient.